# Francisco Javier de Reina
Francisco Javier de Reina Fernández de Cáceres (Barcelona, España; 1762-Santiago de Chile, probablemente en 1815) fue un militar español que participó en la Primera Junta de Gobierno de Chile en 1810 a pesar de su postura antiemancipadora.

## Biografía
Perteneciente a una familia militar, sus padres fueron Vicente Antonio de Reina Vásquez y María Josefa Joaquina Fernández de Cáceres.
Vivió su niñez y juventud en Buenos Aires, entonces capital del Virreinato de la Plata. Contrajo matrimonio con María Damiana de los Dolores Pizarro, con quien tuvo cuatro hijos.
En 1788 ingresó como cadete de artillería, siendo luego ascendido a teniente y nombrado ayudante mayor del Real Cuerpo de Artillería. Tras una brillante hoja de servicios en 1802 fue nombrado teniente coronel. En 1804 fue designado para el mando de la Comandancia de Artillería en Chile, hasta donde se trasladó.

## Vida política
Durante 1808, fruto de la invasión de Napoleón Bonaparte a España, las colonias comenzaron a debatir su situación ante el cautiverio del rey Fernando VII. Ante los patriotas más díscolos y separatistas, De Reina siempre tuvo una postura moderada.
En 1809 el gobernador García Carrasco se había desprestigiado por sus torpezas políticas y su corrupción. Desde su cargo militar, De Reina no lo apoyó y permitió su destitución. Al cabildo abierto formado para el debate del nuevo gobierno, ni siquiera asistió; sin embargo, ante su carácter moderado, se le otorgó un cargo en la naciente junta (en realidad para justificar las apariencias y la necesidad de tener un realista en su interior).
En 1811 se produjo el primer intento de golpe de Estado contra el naciente gobierno de parte de un sector del ejército español, el Motín de Figueroa. De Reina no apoyó esta intentona y participó en la condena a Figueroa. Sin embargo, tras la toma del poder del general José Miguel Carrera, el nuevo gobierno lo consideró sospechoso, lo que significó su alejamiento de la política.
Tras el desastre de Rancagua en 1814, los realistas tomaron el poder y al parecer no lo persiguieron ni deportaron como hicieron con los demás miembros de la Junta. Se estima que falleció en 1815.